# Topshelf Open 2014
Die Topshelf Open 2014 waren ein WTA-Tennisturnier der WTA Tour 2014 für Damen und ein ATP-Tennisturnier der ATP World Tour 2014 für Herren in Rosmalen in der Gemeinde ’s-Hertogenbosch und fanden zeitgleich vom 16. bis 22. Juni 2014 statt.

## Herrenturnier
→ Hauptartikel: Topshelf Open 2014/Herren
→ Qualifikation: Topshelf Open 2014/Herren/Qualifikation

## Damenturnier
→ Hauptartikel: Topshelf Open 2014/Damen
→ Qualifikation: Topshelf Open 2014/Damen/Qualifikation